# Église d'Hammerfest
L'église d'Hammerfest (en norvégien bokmål : Hammerfest kirke) est une église évangélique et luthérienne située à Hammerfest, en Norvège.

## Description
L'église est construite sur les plans de l'architecte Hans Magnus en 1961. Il s'agit d'un édifice de béton qui peut accueillir 525 personnes. Le style n'est pas sans rappeler celui de la cathédrale arctique de Tromsø.

## Localisation
L'édifice est situé à Hammerfest, dans le comté de Finnmark, dans le nord de la Norvège.

## Galerie

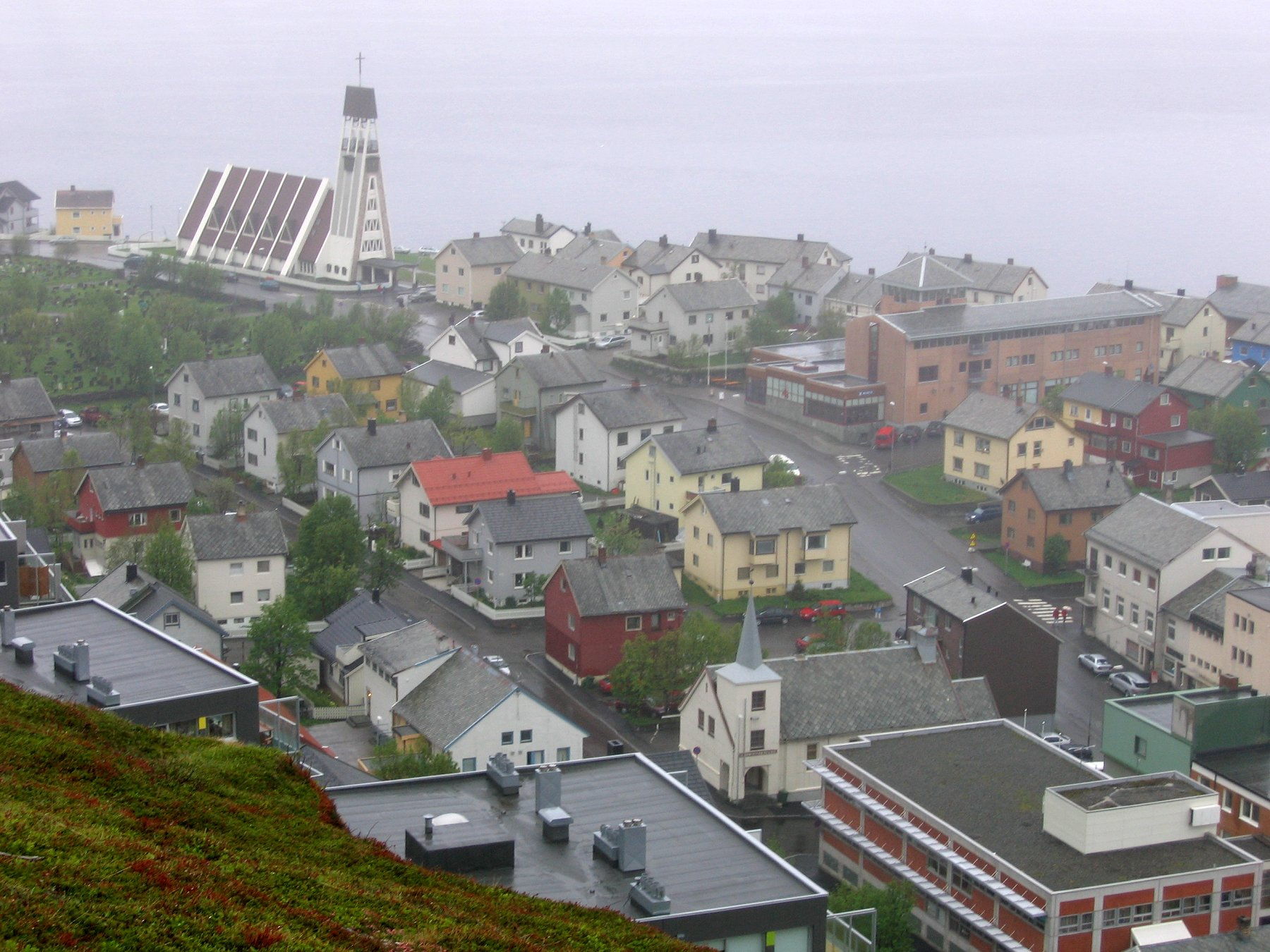
Panorama de l'église et des bâtiments proches, depuis une position élevée.
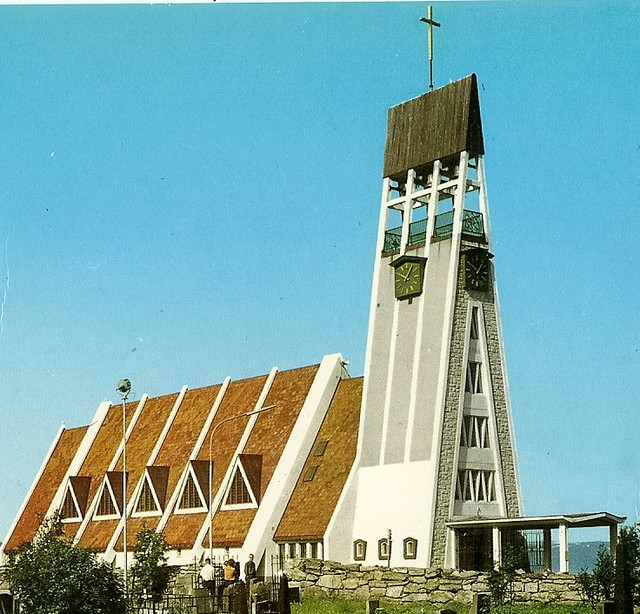
Autre angle sur l'extérieur de l'église.
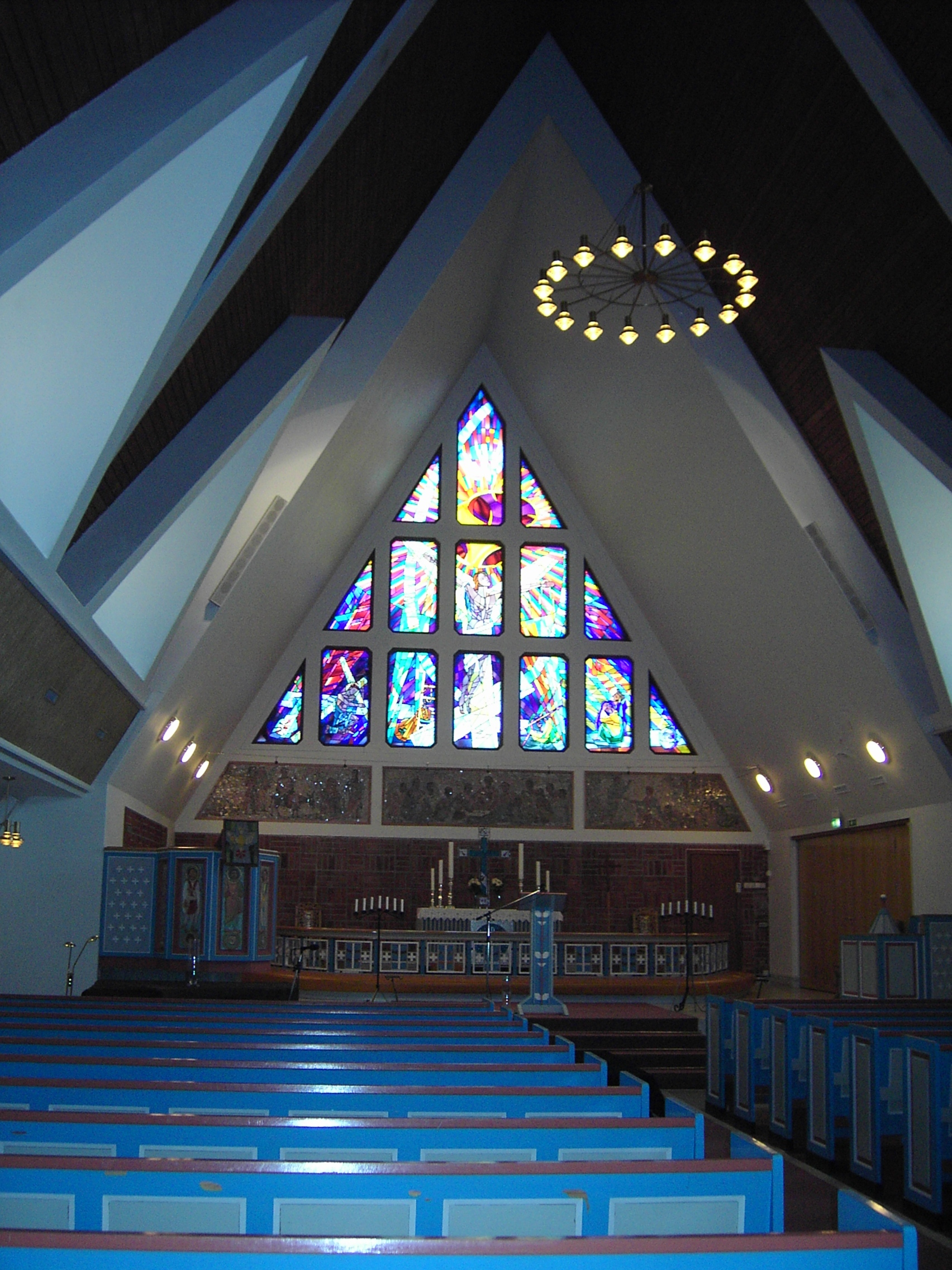
Intérieur de l'église.